# Bonastre
Bonastre es un municipio español de la provincia de Tarragona, en la comunidad autónoma de Cataluña. Ubicado en la comarca del Bajo Panadés, tiene una población de 760 habitantes (INE 2024).

## Historia
En 1178, Bernat de Papiol, señor del lugar, hizo donación del mismo al Monasterio de Sant Cugat. En 1382, el rey Pedro IV de Aragón recuperó Bonastre para la corona aunque la señoría siguió perteneciendo al cenobio hasta el siglo XVII.
En 1822, Bonastre, de tendencias absolutistas, fue atacado por una partida de milicianos. El pueblo quedó desierto ya que sus habitantes huyeron a las montañas cercanas. Al salir de Bonastre, los milicianos fueron atacados por las tropas absolutistas. El combate terminó con la derrota liberal. A mediados del siglo XIX, el lugar tenía contabilizada una población de 604 habitantes. Aparece descrito en el cuarto volumen del Diccionario geográfico-estadístico-histórico de España y sus posesiones de Ultramar de Pascual Madoz de la siguiente manera:

BONASTRE: l. con ayunt. de la prov. de Tarragona (3 leg., aud. terr., c. g. y dióc. de Barcelona (10), part. jud. de Vendrell (1 1/2): sit. en un valle rodeado de montañas y combatido de los vientos N. y O. su clima es muy sano: tiene 162 casas, la consistorial, una escuela de instruccion primaria dotada con 1,000 rs. y una igl. parr. (Sta. Maria Magdalena), servida por un cura cuya plaza es de entrada y de provision real y del abad de San Cucufat, segun los meses de la vacante: confina el térm. N. Puigtmós á 3/4 leg.; E. Creixel á 1/2 leg.; S. Vespella y Salamó á 1, y O., Alviñana á 3/4; dentro de él se encuentran 10 casas de campo é innumerables fuentes de esquisitas aguas: el terreno fecundizado por dos arroyos y diferentes acueductos tomados de los muchos manantiales que en él brotan, es muy ameno y frondoso; le atraviesan los caminos de herradura que dirigen á la Pobla, Salamó y Alviñana, y el de carruage que va desde Roda á Maslloréns: el correo se recibe en la adm. de Vendrell. prod.: trigo poco, mezcladizo, cebada, vino, aceite, maiz, judias y otras legumbres, ajos y abundante y rico cáñamo; se cria ganado lanar, vacuno, mular y asnal para la agricultura, y muchas colmenas que dan una miel superior: tambien hay algunas minas de plomo y hierro, pero no se esplotan. ind.: 2 telares de lino, 2 molinos harineros, 2 fáb. de aguardiente y la elaboracion de cal, yeso blanco y negro y espuertas de palma, de la que se proveen en el Coll de Balaguer y en Tortosa: comercio: esportacion de frutos sobrantes y 4 tiendas de diferentes géneros: pobl.: 135 vec., 604 alm. cap. prod. 4.423,166 rs. imp. 135,754.
(Madoz, 1846, p. 396)

## Demografía
Cuenta con una población de 760 habitantes (INE 2024).
| Gráfica de evolución demográfica de Bonastre entre 1842 y 2021                                                        |
| |
| Población de derecho según los censos de población del INE. Población de hecho según los censos de población del INE. |

## Economía
La agricultura es la base económica. Destaca el cultivo de la viña, almendros y olivos. Hay también cultivos de frutales. 

## Patrimonio
La iglesia parroquial está dedicada a Santa Magdalena y fue construida en el siglo XIX. Destacan el baptisterio y el sagrario, obras del arquitecto modernista Josep Maria Jujol. Se trata de un edificio de planta única y cubierta con bóveda de cañón. Tiene capillas laterales comunicadas entre sí. Se construyó sobre el antiguo templo románico que fue derruido por completo en 1849.
Otro edificio destacable es el conocido como can Fontanilles. Se trata de una vivienda del siglo XIX que presenta unos interesantes esgrafiados en su fachada. En ellos se pueden ver los escudos de Bonastre y de Cataluña.

## Fiestas
La fiesta mayor de Bonastre tiene lugar coincidiendo con la festividad de Santa Magdalena, en el mes de julio.